# 1977 год в науке
В 1977 году были различные научные и технологические события, некоторые из которых представлены ниже.

## События
- 21 января — сверхзвуковой пассажирский авиалайнер «Конкорд» компании British Airlines вылетел в свой первый коммерческий рейс по маршруту Лондон — Бахрейн. В тот же день полётом «Конкорда» была открыта линия Париж — Дакар компании Air France.
- 7 февраля — с космодрома Байконур осуществлён запуск советского пилотируемого космического корабля Союз-24.
- 17 августа — атомоход «Арктика» достиг северного полюса.
- 5 сентября — с космодрома Мыс Канаверал стартовала ракета-носитель Titan IIIE, которая вывела на траекторию убегания АМС Вояджер-1.

## Достижения человечества

### Открытия

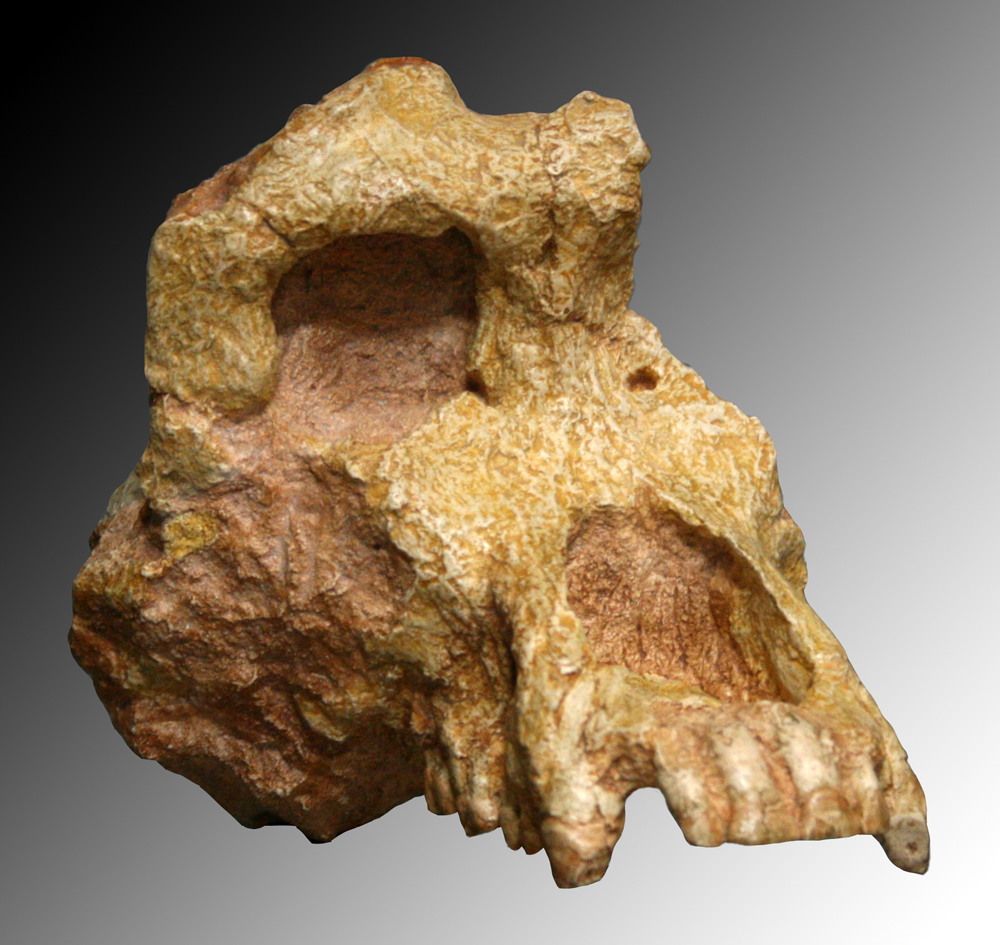
Уранопитек

- 10 марта — открыты кольца Урана Джеймсом Элиотом, Эдвардом Данхэмом и Дугласом Минком.
- В Греции открыт ископаемый уранопитек (Ouranopithecus).

### Новые виды животных
- Животные, описанные в 1977 году

## Награды
- Нобелевская премия
  - Физика — Филип Уоррен Андерсон, Невилл Франсис Мотт и Джон Ван Флек — «за фундаментальные теоретические исследования электронной структуры магнитных и неупорядоченных систем».
  - Химия — Илья Пригожин — «за работы по термодинамике необратимых процессов, особенно за теорию диссипативных структур».
  - Медицина и физиология — Роже Гиймен, Эндрю Шалли — «за открытия, связанные с секрецией пептидных гормонов мозга», Розалин Сасмен Ялоу — «за развитие радиоиммунологических методов определения пептидных гормонов».

- Большая золотая медаль имени М. В. Ломоносова
  - Михаил Алексеевич Лаврентьев — за выдающиеся достижения в области математики и механики.
  - Лайнус Карл Полинг (член Национальной академии наук США) — за выдающиеся достижения в области химии и биохимии.

Другие награды АН СССР
- Литературоведение:
  - Премия имени А. С. Пушкина — Федот Петрович Филин — член-корреспондент АН СССР, директор института русского языка АН СССР — за монографию «Происхождение русского, украинского и белорусского языков. Историко-диалектологический очерк»[1].
- Премия Тьюринга
  - Джон Бэкус — за его глубокий, продолжительный и оказавший большое влияние вклад в проектирование практических высокоуровневых программных систем, в частности за его работу над языком Фортран, и его оригинальную публикацию по формализации спецификаций языков программирования.

## Скончались
- 5 мая — Аурел Персу, румынский автоконструктор, изобретатель.
- 4 июля — Герш Ицкович Будкер — советский физик, академик АН СССР.
- 16 июня — Вернер фон Браун — немецкий и американский учёный, конструктор ракетно-космической техники. «Отец» американской космической программы.
- 30 октября — Нодзири Хоэй (яп. 野尻抱影 Нодзири Хо: эй), японский астроном и эссеист, известный популяризатор астрономии в Японии.